# Interstate 55
La Interstate 55 (I-55) è una Interstate Highway negli Stati Uniti centrali. Il suo numero dispari indica che si tratta di un'autostrada con asse nord-sud. La I-55 inizia a sud dall'innesto con la Interstate 10 a Laplace, in Louisiana, e termina a nord a Chicago sulla U.S. Route 41, nel segmento chiamato Lake Shore Drive, presso il McCormick Place. Un soprannome comune per la I-55 è double nickel, che negli Stati Uniti è un modo per riferirsi al numero "55".

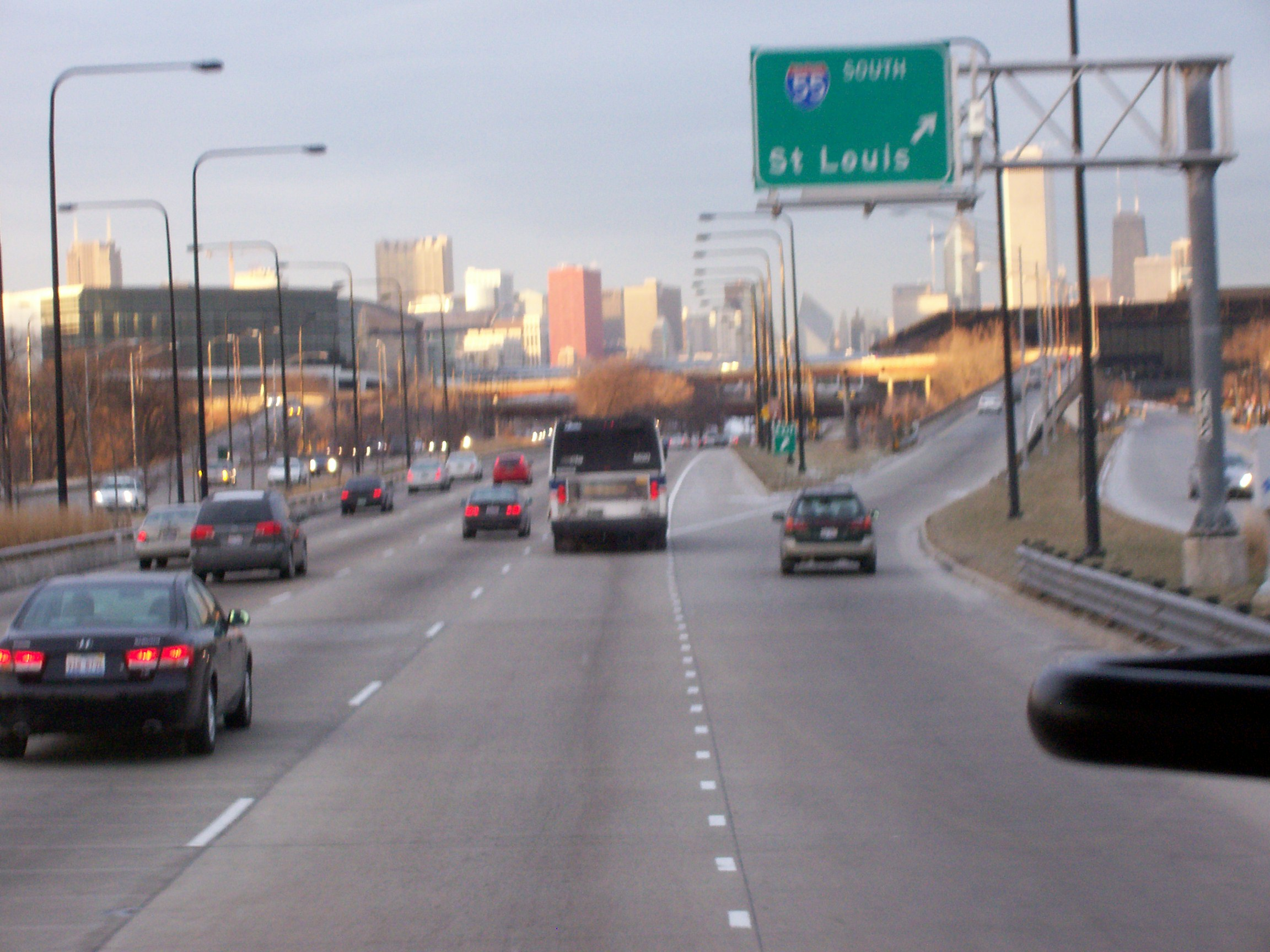
L'innesto della I-55 con il Lake Shore Drive

La I-55 attraversa il fiume Mississippi due volte: presso Memphis e presso Saint Louis. Il tratto compreso tra Saint Louis e Chicago fu costruito come percorso alternativo alla U.S. Route 66.
Nel 2009 le autorità di Green Bay, Wisconsin hanno cominciato una campagna affinché il tratto locale della US 41, al momento in fase di ricostruzione con caratteristiche di interstate, venisse designato come parte della I-55. Secondo le autorità, rinominando quella sezione di US 41 come I-55, la zona riceverebbe maggiori attenzioni. La principale alternativa consisterebbe nel considerare quel tratto di US 41 come diramazione della I-43.